# Xenobalanus globicipitis
Xenobalanus globicipitis is een zeepokkensoort uit de familie van de Coronulidae. De wetenschappelijke naam van de soort is voor het eerst geldig gepubliceerd in 1851 door Steenstrup.
De soort zet zich exclusief op walvisachtigen, meer specifiek op de vinnen van dolfijnen uit tropische en gematigde gebieden.